# Batalla de Delebio
La batalla de Delebio va ser part de les Guerres de Llombardia. Va tenir lloc entre el 18 i 19 de novembre de 1432, prop de Delebio, a la Valtellina, a conseqüència de l'ocupació de Brescia i el Val Camonica pels exèrcits de la República de Venècia, dirigits per Francesco Bussone da Carmagnola.

## Antecedents

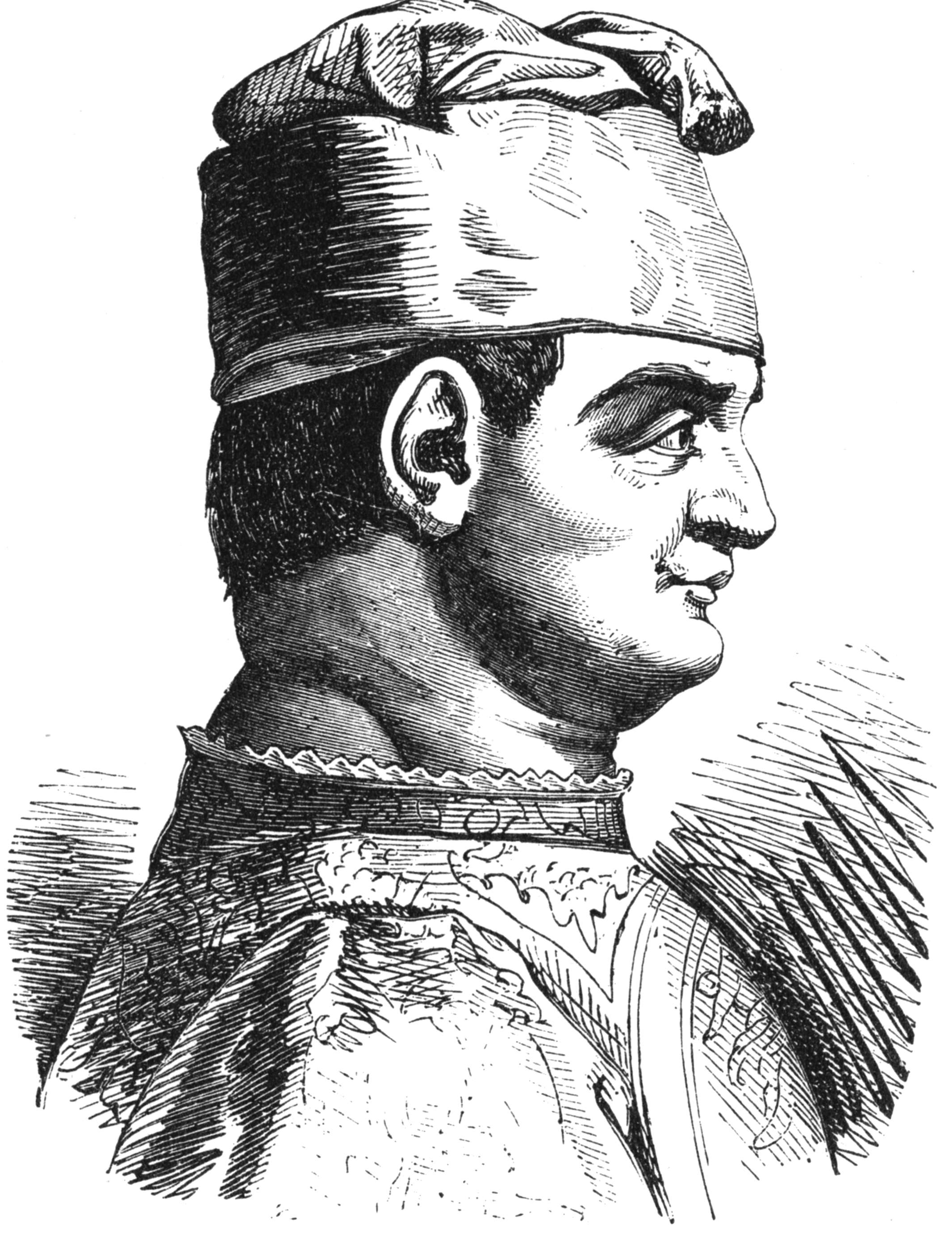
Felip Maria Visconti, Duc de Milà.

Durant els conflictes armats per l'expansió del Ducat de Milà, les tropes de la República de Venècia, comandades per Giorgio Corner, havien envaït la Valtellina el 1431 fins a Bormio, a fi d'assegurar les fronteres del nord de la república i afavorir el seu comerç cap a Alemanya.
El 18 de novembre de 1432 l'exèrcit de Felip Maria Visconti, duc de Milà es va dirigir a la zona amb més de 400 cavalls. Donada la inferioritat numèrica, va necessitar un nombre indeterminat d'infanteria de les milícies de la Valtellina al comandament del condottieri Niccolò Piccinino, van anar al costat del Llac de Como per desafiar els venecians. Entre els comandants de les tropes venecianes hi havia Bartolomeo Colleoni, que més tard es convertiria en un dels més famosos condottieri.

## Batalla
El primer xoc es va produir aquell mateix dia, quan Stefano Quadri va travessar el riu per un pont i va atacar per sorpresa sobre el campament venecià, en el que els venecians van perdre al voltant de 300 infants.
L'endemà, el campament va ser atacat frontalment, per l'oest per Niccolò Piccinino i pels gibel·lins de Valtellina per l'est, capitanejats de Stefano Quadri. Els venecians van ser aixafats, la majoria dels seus comandants van ser empresonats. Les pèrdues venecianes van ascendir a 1.800 de cavalleria i 3.500 d'infanteria, amb al voltant de 2.700 presos (5.000 baixes i 9.000 presoners segons altres fonts).

## Conseqüències
La victòria no va durar molt de temps per als gibel·lins de la Valtellina, perquè els venecians va envair de nou uns mesos després de la sagnant derrota, dirigits pel comandant Joan Francesc I Gonzaga, substitut de Francesco Bussone da Carmagnola, condemnat a mort i decapitat pels venecians per càrrecs de traïció. Però aquesta vegada els venecians a la Valtellina romandre per un curt període, deixant la vall a l'abril de 1433.